# Must Get Out
"Must Get Out"(〈머스트 겟 아웃〉)은 미국의 팝 록 밴드 마룬 5의 첫 번째 정규 앨범 Songs About Jane의 다섯 번째 싱글이다.

## 수록곡
모든 곡들은 애덤 리바인과 제시 카마이클, 그리고 나머지 마룬 5 구성원들에 의해 작사작곡 되었다.
영국 프로모 싱글
1. "Must Get Out" (라디오 에디트) 3:43

모든 곡들은 애덤 리바인과 제시 카마이클에 의해 작사작곡되었다.
유럽 커머셜 싱글
1. "Must Get Out" 4:00
2. "This Love" (어쿠스틱 버전) 4:00

## 차트 성적
| 차트 (2005년)             | 순위 |
| ------------------------- | ---- |
| 아일랜드 (IRMA)           | 34   |
| 네덜란드 (네덜란드 톱 40) | 8    |
| 뉴질랜드 (RIANZ)          | 38   |
| 영국 (오피셜 차트 컴퍼니) | 39   |